# Levi Jones
(en) Statistiques sur pro-football-reference
Levi J. Jones (né le 24 août 1979 à Eloy) est un joueur américain de football américain, évoluant au poste d'offensive tackle.

## Carrière

### Université
Jones entre à l'université d'État de l'Arizona en 1997 et intègre l'équipe de football américain des Sun Devils. Après une année de redshirt, il joue ses premiers matchs avec Arizona State en 1998. Il est désigné offensive tackle titulaire lors de ses deux dernières années universitaires et reçoit quelques honneurs.

### Professionnel
Levi Jones est sélectionné au premier tour du draft de la NFL de 2002 par les Bengals de Cincinnati, au dixième choix. Il est nommé titulaire dès son année de rookie et devient un membre important de la ligne offensive de Cincinnati durant quatre saisons. Le 25 juillet 2006, il signe une prolongation de contrat de six ans avec les Bengals, prolongation d'une valeur de trente millions de dollars. Cependant, lors de cette saison 2006, il ne joue que peu de match de match et voit son temps de jeu faiblir progressivement.
En 2009, la sélection d'Andre Smith au draft de la NFL par Cincinnati, entraîne, plus ou moins, la résiliation de Jones le 6 mai 2009. Le 20 octobre 2009, il revient en NFL avec les Redskins de Washington où il devient titulaire avec sa nouvelle équipe. Il est résilié durant la off-season 2010. En novembre 2010, Jones commence à s'entraîner avec les Dolphins de Miami mais ne signera finalement aucun contrat.

## Palmarès
- Mention honorable académique Pac 10 1998
- Seconde équipe de la Pac 10 2000
- Vainqueur du Morris Trophy 2001
- Équipe de la Pac 10 de la pré-saison 2001 par le Athlon Sports Magazine